# Jacques Brival
Jacques Brival, né le 14 février 1751 à Tulle (généralité de Limoges, actuel département de la Corrèze), mort le 8 octobre 1820 à Constance (grand-duché de Bade, actuelle Allemagne), est un homme politique de la Révolution française.

## Biographie

### Avant la Révolution
Issu d'une famille ayant bénéficié d'une ascension sociale grâce à l'office royal de judicature, Jacques Brival est le fils de Joseph Brival, avocat du roi de 1733 à 1776, procureur du roi de 1761 à 1776, propriétaire terrien aisé, qui lui transmet à sa mort un héritage considérable, la cinquième fortune de la compagnie présidiale en 1769. En 1776, il devient procureur du roi au bailliage de Tulle. 
En 1784, Jacques Brival épouse, à Lignan-de-Bordeaux, Eulalie-Dieudonné de Burel, fille de Jean-Toussaint de Burel, officier de la milice de Saint-Domingue.  
En 1788, soucieux de respecter l'autorité du parlement de Bordeaux, qui a refusé d'enregistrer l'édit de 1787 créant les assemblées provinciales, il prône une stricte « visite d'honnêteté en corps » de la compagnie présidiale au duc d'Ayen, président de l'assemblée mise en place par le roi et contestée par la cour souveraine. Lors de la mobilisation prérévolutionnaire de la noblesse provinciale, de même, il observe une attitude de retrait prudente, ne s'engageant qu'à l'occasion de la campagne pour les élections aux États généraux, où il soutient la candidature avortée du duc d'Ayen à la députation de la noblesse et propose à Necker de le faire élire député des États ressuscités de la vicomté de Turenne. En appuyant ainsi un noble hostile à l'intégration du Limousin dans la Guyenne, ce magistrat présidial, propriétaire foncier aisé, révolutionnaire modéré, s'affiche alors comme un notable local attaché aux intérêts de sa cité et de son pays. 

### Durant la Révolution
Il se distingue dans le premier semestre 1790, parmi les élites urbaines et judiciaires de sa ville, en prônant une répression modérée à l'égard des paysans jugés pour une émeute antiseigneuriale à Favars, en Bas-Limousin. Partisan de la légitimité des insurrections paysannes, au contraire de la majorité de ses confrères du siège de la cour prévôtale, il s'oppose d'avril à juin 1790 aux magistrats du présidial et aux édiles de la ville à travers une série de libelles. Cette affaire constitue le point de départ de son engagement révolutionnaire radical. Il est élu procureur général syndic de la commune de Tulle le 22 janvier 1790, puis du département en août 1790, et devient un membre actif de la Société des amis de la Constitution de sa ville natale.

### Mandat à la Législative
La France devient une monarchie constitutionnelle en application de la constitution du 3 septembre 1791. 
Le même mois, Jacques Brival est élu député du département de la Corrèze, le deuxième sur sept, à l'Assemblée nationale législative. Il est admis au club des Jacobins dès le début de la session. Il siège sur les bancs de la gauche de l'Assemblée. 

Le 4 décembre 1791 aux Jacobins, puis le 6 décembre à l'Assemblée, Brival s'oppose à l'envoi de troupes dans la colonie de Saint-Domingue, en proie à des insurrections,, : 
Je suppose les noirs comme de nouveaux héros de la Bastille, que loin d'être forcés par les Français à rentrer ou à demeurer dans l'esclavage, ils vinssent à obtenir sur nous quelques avantages et nous réduisissent à leur condition.
Le 1er février 1792, il vote en faveur de la mise en accusation de Bertrand de Molleville, le ministre de la Marine. Le 9 avril, il vote pour que les soldats du régiment de Châteauvieux, qui s'étaient mutinés lors de l'affaire de Nancy, soient admis aux honneurs de la séance. Le 8 août, il vote en faveur de la mise en accusation du marquis de La Fayette. 
La monarchie prend fin à l'issue de la journée du 10 août 1792 : les bataillons de fédérés bretons et marseillais et les insurgés des faubourgs de Paris prennent le palais des Tuileries. Le 13 août, aux côtés de Pierre Bergeras (député des Basses-Pyrénées), de Jacob Dupont (député d'Indre-et-Loire) et de Claude Fauchet (député du Calvados), il est chargé de remettre Louis XVI et sa famille à la Commune insurrectionnelle de Paris pour qu'ils soient écroués au Temple. 

### Mandat à la Convention
En septembre 1792, Jacques Brival est réélu député de la Corrèze, le premier sur sept, à la Convention nationale.

Il siège sur les bancs de la Montagne. Lors du procès de Louis XVI, il vote la mort et rejette l'appel au peuple et le sursis à l'exécution de la peine, : 
On a dit que Louis servirait d'otage, mais il était déjà en otage lorsqu'on a pris Longwy et Verdun, lorsque Lille a été bombardé. Être indulgent envers Louis, ce serait se rendre complice de ses crimes. La Convention se couvrirait d’infamie, si elle ne condamnait Louis à mort. Je le condamne à mort et je demande l'exécution dans le plus bref délai. 
Le 13 avril, il vote contre la mise en accusation de Jean-Paul Marat : 
Pendant longtemps j'ai regardé les écrits de Marat comme exagérés, parce que je ne croyais pas à la perfidie de certains personnages, c'est-à-dire des meneurs d'une partie de cette Assemblée; depuis que j'ai vu que ces hommes ont tout mis en œuvre pour sauver Louis Capet ; depuis que j'ai vu que ces mêmes hommes voudraient rétablir sur le trône le fils de ce dernier tyran [...], je n'ai vu dans Marat qu'un bon patriote, qu'un ami de la République, et je déclare que je regarderais un décret d'accusation rendu contre lui, comme le jour de la mort de la liberté [...] ; je dis, non. 
Le 28 mai, il vote contre le rétablissement de la Commission des Douze. 

#### Le représentant en mission
Le 22 juin, Jacques Brival est envoyé en mission à la manufacture d'armes de Tulle. Le 9 nivôse an II (le 29 décembre 1793), il est envoyé dans les départements de la Vienne et de la Haute-Vienne afin d'y organiser le gouvernement révolutionnaire. Il est rappelé à la Convention le 11 ventôse (1er mars 1794).

#### La chute de Robespierre
Jacques Brival prend part à la chute de Robespierre. Le 9 thermidor (le 27 juillet), il est exclu du club des Jacobins après avoir annoncé qu'il a voté en faveur du décret d'accusation contre Robespierre et ses partisans,. Le même jour, il est envoyé à l’École de Mars pour s'assurer de la fidélité des hommes à la Convention. 

#### Sous la Convention thermidorienne
Jacques Brival prend part à la réaction thermidorienne. 
Le 14 thermidor (le 1er août), il soutient le rapport de la loi de prairial.  Le 15 (le 2 août), il est envoyé en mission à Orléans (département du Loiret), mission étendue le 4 fructidor (le 21 août) aux départements du Loir-et-Cher et d'Indre-et-Loire.
Le 3 pluviôse an III (le 22 janvier 1795), après le rapport de Jean-Jacques-Régis de Cambacérès (député de l'Hérault) qui propose de maintenir en détention « les individus de la famille Capet, actuellement en France [Louis-Charles de France et Marie-Thérèse de France] », Brival prononce une motion opposée :  « [...] après avoir coupé l'arbre, il faut en extirper toutes les racines, qui ne peuvent que porter des fruits empoisonnés ». 
Le 18 fructidor (le 4 septembre), ainsi que Jean-Joseph-Victor Genissieu (député de l'Isère), Brival appuie la motion de Marie-Joseph Chénier (député de Seine-et-Oise) de rayer de la liste des émigrés Charles-Maurice de Talleyrand-Périgord. 

### Mandat aux Anciens et aux Cinq-Cents
Sous le Directoire, en vendémiaire an IV (en octobre 1795), au titre du décret des deux tiers, Jacques Brival est nommé député au Conseil des Anciens. Il est tiré au sort pour quitter le Conseil le 1er prairial an VI (le 20 mai 1798). 
Puis il est élu le 23 germinal an VI (12 avril 1798) député aux Conseil des Cinq-Cents, où son rôle est modeste. Lors du coup d'État du 30 prairial an VII (18 juin 1799), il s'oppose à la mise en accusation des directeurs renversés.

### Consulat et Empire
Après le coup d'État du 18 brumaire (9 novembre 1799), il accède à la magistrature et à la notabilité impériale, de manière imparfaite, cependant, en raison de son engagement révolutionnaire radical. Nommé juge au tribunal d'appel de Limoges en 1810, après avoir fait partie des quelques membres du tribunal de Haute-Vienne contestés lors de l'épuration de la magistrature en 1807-1808 car on lui reproche d'avoir émis un vœu négatif lors du débat sur le consulat à vie et de fréquenter les cafés où l'on joue. Le 1er juin 1811, il échange ces fonctions contre celles de conseiller à la Cour impériale.
Le 21 novembre 1810, il est nommé président du collège électoral de l'arrondissement de Bellac.

### Sous la Restauration
Révoqué sous la Restauration, il est atteint par la loi contre les régicides du 16 janvier 1816 et s'exile à Constance, puis à Aarau, où il écrit peu après, le 13 août 1818, à Decazes, ministre de la police générale, pour demander son retour,. Atteint de démence, il meurt dans un hôpital de Constance le 8 octobre 1820.
Initié à la franc-maçonnerie à la fin de l'Ancien Régime, Jacques Brival est maître en 1788, membre de la loge « L'Amitié », à Limoges, en 1805.

## Fortune
La Convention ayant demandé à ses membres un rapport sur l'état de leur fortune avant et pendant la Révolution, Brival a avoué détenir 200 000 livres de fortune. Avant 1789, il possède, outre sa charge de procureur du roi, une maison avec jardin, rue de la Rivière, des jardins et des prés à la Renaudie, des domaines à la Palisse, à Champin, près d'Ussel et à Fougères de Saint-Hilaire-Peyroux. Après 1789, il acquiert les biens nationaux de Lamarque pour 21 500 livres, le Four de la ville pour 1 800 livres, les prés d'Espagne pour 10 000 livres et le couvent des Carmes de Tulle pour 30 000 livres. Le 28 février 1810, il revend les bâtiments de l'ancien couvent au département pour la somme de 22 000 francs, après l'avoir affermé,.

## Famille
Il est le neveu de l'évêque constitutionnel de Tulle (1791-1793) Jean-Joseph Brival, ancien jésuite, curé de Lapleau, né le 9 avril 1727 à Fougères, près de Saint-Hilaire-Peyroux, sacré à Paris le 13 mars 1791 et mort le 18 janvier 1802 à Tulle.
Par un demi-frère, Jacques Brival est également le beau-frère de Louise du Plantadis, fille du lieutenant-général Étienne du Plantadis.